# Reverzibilna hidroelektrana Lepenica
Reverzibilna hidroelektrana Lepenica ili RHE Lepenica se nalazi u dolini potoka Lepenice (pokraj mjesta Fužine, Primorsko-goranska županija), koja je pritoka umjetnog jezera Bajer, gdje je izgrađena brana s kojom se dobilo umjetno jezero Lepenica. Padom do umjetnog jezera Bajer se koristi Reverzibilna hidroelektrana Lepenica u turbinskome radu, dok se u crpnome pogonu voda iz umjetnog jezera Bajer prebacuje u umjetno jezero Lepenica. Početak rada RHE Lepenica bila je 1985.
RHE Lepenica ima instalirani volumni protok 6,2 m3/s u turbinskom radu ili 5,3 m3/s u crpnom radu. Konstruktivni nazivni pad je 17,95 metara u turbinskom radu ili nazivni napor 15 metara u crpnom radu. Instalirana snaga RHE Lepenica je 1,14 MW u turbinskom radu, a instalirana snaga crpki je 1,25 MW.

## Hidroenergetski sustav Vinodol
Osnovni hidroenergetski sustav (HES) Vinodol sastoji se od Lokvarskog jezera, Crpne stanice Križ (CS Križ), spojnog tlačnog tunela Lokvarka - Ličanka, Crpne hidroelektrane Fužine, Vrelo (4,8 MW), umjetnog jezera Bajer, Reverzibilne hidroelektrane Lepenica ili RHE Lepenica (1,326 MW), umjetnog jezera Lepenica, Retencije Potkoš, Crpne stanice Lič (CS Lič), gravitacijskog zahvata ili kanal Benkovac, tunela, armirano-betonskog cjevovoda i čelično tlačnih cjevovoda sveukupne duljine 18,8 kilometara, derivacijskog dovoda (provodnici vode) duljine od približno 10,5 kilometara do Triblja, te HE Vinodol u Triblju (94,5 MW). Hidroenergetski sustav Vinodol koristi vode vodotoka Gorskog kotara: Lokvarka, Križ potok, Ličanka s pritokama Kostanjevicom i Lepenicom, Potkoš, Benkovac, Potok pod grobljem, a umjetna jezera su Lokvarsko jezero, Bajer, Lepenica, te Potkoš.
Ukupni hidropotencijal (maksimalna mogućnost akumuliranja) u umjetnim jezerima HES Vinodol je 41 563 x 106 m3 vode. Ukupni korisni (iskoristivi) obujam vode u umjetnim jezerima HES Vinodol iznosi 40 593 x 106 m3, za moguću proizvodnju vodnih turbina HE Vinodol u Triblju. Hidroenergetski potencijal Vinodol, s jedne strane, rezultat je velikog raspoloživog pada (kotline Ličanke i Lokvarke s njihovim pritocima nalaze se na više od 700 metara nad morem, dok je Vinodolska dolina - gdje je smještena HE Vinodol, na približno 60 metara nad morem), što je jedan od najvećih ostvarenih padova na hidroenergetskim postrojenjima u Europi. S druge strane, raspoložive količine vode razmjerno su skromne i podložne znatnim promjenama protoka. Ukupna veličina sliva svih voda tog područja iznosi 80,8 km2, dok se nadmorska visina kreće između 700 i 1 100 metara. Ukupni prosječni godišnji dotok HES Vinodol iznosi 3,27 m3/s, a prosječna godišnja količina oborine, mjerena u meteorološkoj postaji kod CHE Fužine kao reprezentativnom mjestu za HES Vinodol, iznosi 2 600 mm (litara po četvornom metru godišnje).